# Amy Tan

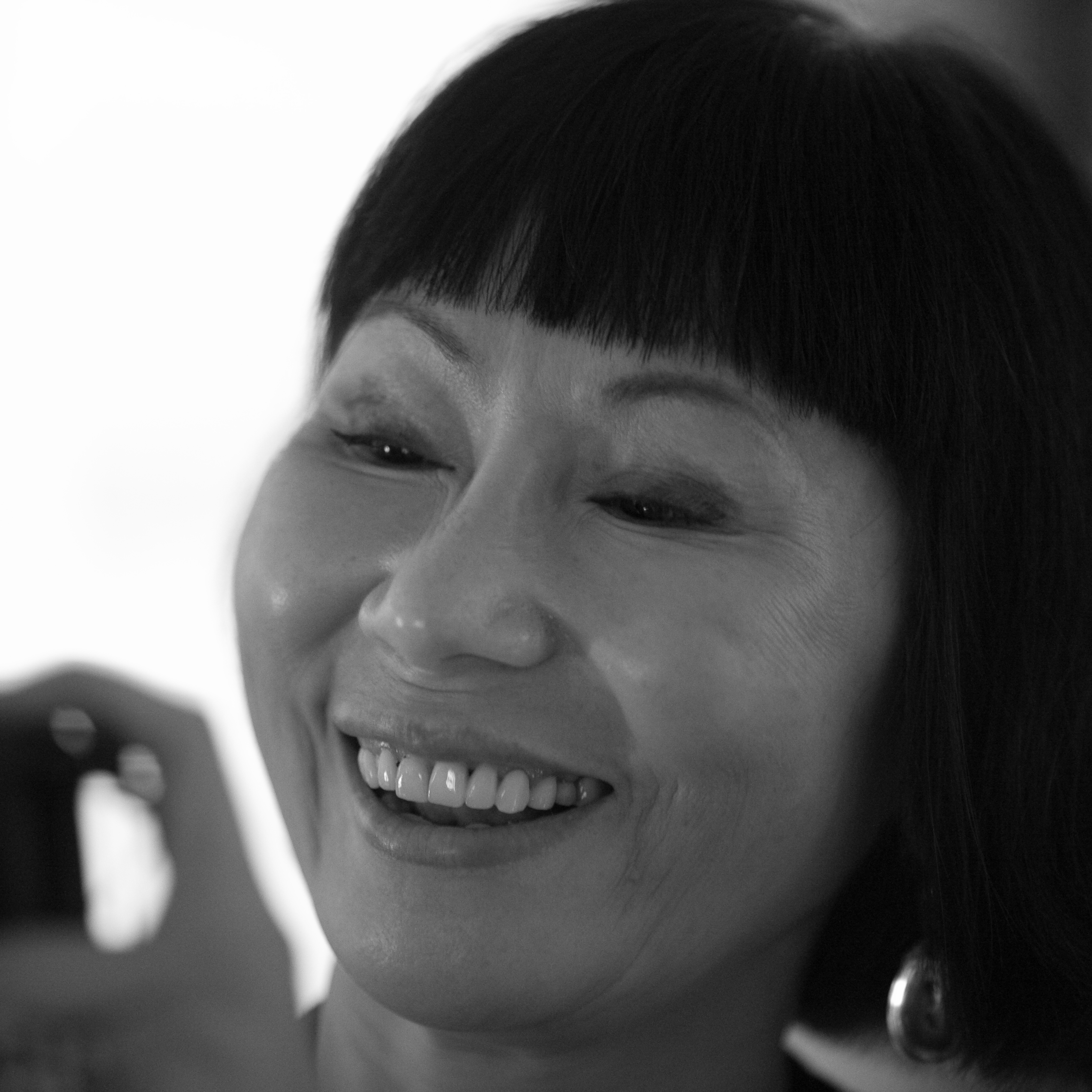
Amy Tan

Amy Ruth Tan (chiń. 譚恩美; pinyin Tán Ēnměi; ur. 19 lutego 1952 w Oakland w Kalifornii) – współczesna pisarka amerykańska.
Wychowała się w San Francisco w rodzinie chińskich emigrantów. Jej rodzice – John Yuehhan Tan, pastor Kościoła Baptystów oraz Daisy Tan, pielęgniarka – wyjechali z Chin do USA w 1949, gdy władzę przejęli komuniści. Kiedy Amy miała czternaście lat, ojciec i brat w tym samym roku umarli na guza mózgu. W 1968 Amy wyjechała z matką i bratem do Szwajcarii, gdzie ukończyła szkołę średnią. Rok później rodzina Tan powróciła do Kalifornii. Amy Tan studiowała na uniwersytecie stanowym San Jose, gdzie ukończyła językoznawstwo w 1974. W tym samym roku poślubiła Louisa DeMattei. Po ukończeniu studiów pracowała kolejno jako konsultant w ośrodku Alameda County Association dla umysłowo opóźnionych, reporter, edytor, wreszcie odkryła swoje prawdziwe powołanie – zaczęła pisać powieści. To, co początkowo było formą terapii, próbą walki z depresją, stało się sposobem na życie. 
W 1989 Amy Tan zadebiutowała powieścią Klub Radości i Szczęścia (The Joy Luck Club), która bardzo szybko stała się światowym bestsellerem. W 1991 ukazała się jej druga książka Żona kuchennego boga (The Kitchen God’s Wife), a następnie w 1996 Sto tajemnych zmysłów (The Hundred Secret Senses). W marcu 2001 została wydana czwarta powieść Tan Córka nastawiacza kości (The Bonesetter’s Daughter). 
Autorka buduje swoje opowieści czepiąc wiele z kontrastu pomiędzy amerykańskim światopoglądem a tradycyjną kulturą chińską, często przeplatając je obrazami z życia Chin w czasach poprzedzających rewolucję komunistyczną. Główne motywy powieści Tan koncentrują się na relacjach matka-córka i poszukiwaniu własnej tożsamości kulturowej. Jednak kluczową wartością jej książek okazuje się ich ogólnoludzki wymiar. Niezależnie od czasów, w jakich przyszło nam żyć, kontekstu kulturowego, wszyscy usiłujemy ustalić nasze miejsce w zagmatwanej rzeczywistości. Być może dlatego w powieściach Tan każdy może odnaleźć coś na swój sposób intrygującego. 
W Polsce wszystkie powieści Amy Tan ukazały się do tej pory nakładem wydawnictwa Prószyński i S-ka.